# 慈恩寺 (埼玉市)

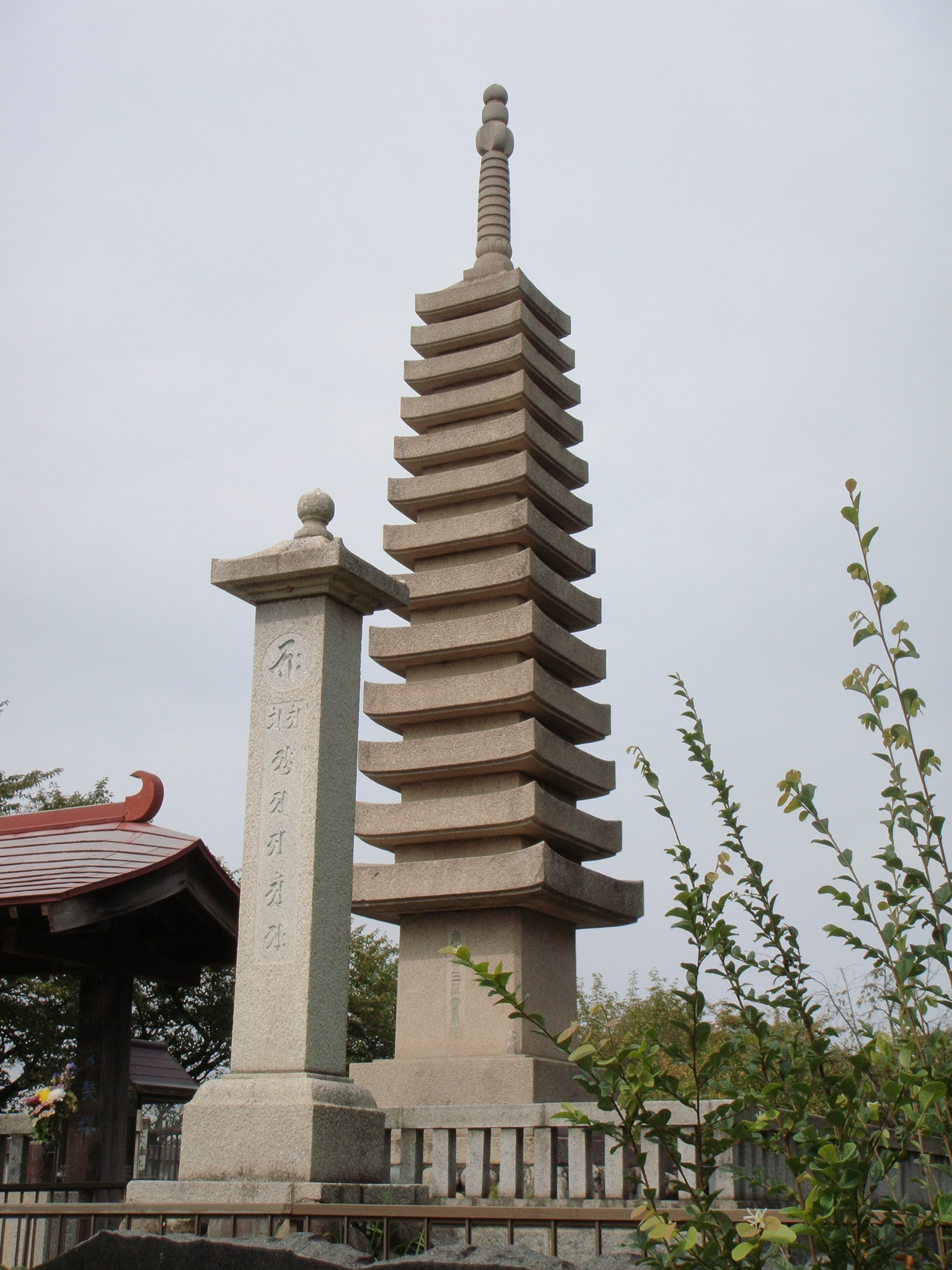
慈恩寺玄奘灵骨塔

慈恩寺（じおんじ）是位在日本埼玉縣埼玉市岩槻區的天台宗系單立寺院。山號「華林山」（かりんさん）。本尊千手千眼觀世音菩薩、開基（創立者）為圆仁。通稱慈恩寺觀音。名称源于唐长安城大慈恩寺。
据《華林山慈恩寺縁起》记载，圆仁受多聞天王所托，雕刻一尊千手千眼觀世音菩薩像，并奉为慈恩寺的本尊。现在的本尊是在圆仁制作的本尊烧失后，于十七世纪左右，由天海从延曆寺带来的。
寺内有岩槻城主北條氏房的家臣伊達与兵衛供奉的南蛮铁灯笼，以及玄奘的顶骨。

## 玄奘灵骨塔
1942年12月，因修建稻荷神社的需要，占领南京市的日军在翻整土地时发现了一个石棺。石棺上记载了宋天圣5年（1027年），玄奘的顶骨被从长安搬到南京的经过。经中日两国专家考证，石棺中的人骨被确认是玄奘的顶骨。1943年，顶骨被退还给汪精卫政权，其中还包括了佛像、银盒和锡盒等随葬物品。 1944年，在南京玄武山建立了玄奘塔。在玄奘塔完工仪式上，仓持秀峰作为日本佛教界代表接受了玄奘顶骨的一部分并带到了日本。
该部分顶骨最初被放置在日本佛教联合会所在的东京增上寺。然而，第二次世界大战末期的东京时常遭遇空袭，作为保护措施，顶骨被转移至位于埼玉市的慈恩寺。1944年12月，在中日各界人士的见证下，举行了法会，正式将顶骨供奉于慈恩寺。
第二次世界大战结束后，日本佛教联合会提出了是否应该将玄奘顶骨归还中国的疑问。时任日本佛教联合会顾问的水野梅暁与蔣中正素有交情，因此于1946年12月，向蒋中正询问了意见。
在得到蒋中正同意将玄奘顶骨继续留在日本的答复后，1950年2月，慈恩寺正式修建了灵骨塔。

## 交通
列车
- 東武鐵道野田線 東岩槻站或豐春站下車 徒歩25分

汽车
- 從東北自動車道 岩槻交流道下約15分

## 關連項目
- 坂東三十三箇所

## 外部連結
- 慈恩寺 （页面存档备份，存于）